# 横川貴大
横川 貴大（よこかわ たかひろ、1993年8月11日 - ）は、日本の元子役俳優、声優。東京都出身。子役としてかつては劇団日本児童に所属していた。

## 人物
主人公・康一の声を演じた『河童のクゥと夏休み』の公開後、一時芸能活動を控えていたが、2009年には『サマーウォーズ』に出演。
2010年発売の同作Blu-ray Disc/DVDビデオソフトに収録されているオーディオコメンタリーでは、主役の神木隆之介と出演し、共演以来親交があることを明かしている。

## 出演作品

### テレビ番組
- わかる算数6年生（NHK教育）

## 出演作品（声優）
※太字はメインキャラクター

### 劇場アニメ
- 河童のクゥと夏休み（上原康一[2]）
- カラフル（クラスメイト）
- クリスマス・マジック プレゼントはお天気マシーン（ジョーイ〈スペンサー・ブレスリン〉）
- サマーウォーズ（佐久間敬[3]）
- シャギー・ドッグ

### CM
- エバラ食品 生姜焼きのたれ
- ニコン